# Schoolstrijd (Nederland)
De schoolstrijd was een ideologisch, maatschappelijk conflict in het negentiende- en twintigste-eeuwse Nederland, over de inrichting van het landelijk gereguleerde onderwijs. Deze strijd mondde uiteindelijk uit in een algehele gelijkstelling tussen het bijzonder en het openbaar onderwijs.

## Fasen van de schoolstrijd

### Vrijheid van onderwijs (1806-1857)
In de Franse tijd (1795-1813) ontstond er in Nederland een krachtige neiging tot nationale wetgeving. Tot de Franse tijd waren de gewesten van de Republiek min of meer autonoom. In het begin van de 19e eeuw komen verschillende grondwetten en wetten op het onderwijs tot stand. Van belang voor het verstaan van de schoolstrijd is de onderwijswet van 1806. Deze wet bevatte onder meer de volgende elementen:
- Het onderwijs is openbaar en richt zich op de ontwikkeling van alle maatschappelijke en christelijke deugden.
- Orthodox protestants-christelijk onderwijs of katholiek onderwijs was onmogelijk. Op alle scholen werd een christendom voorgestaan los van enige geloofsrichting, maar voor die tijd wel sterk liberaal-vrijzinnig georiënteerd.
- Het oprichten van kerkelijk gebonden scholen of van scholen met een duidelijke orthodox-christelijke visie of katholieke visie op onderwijs was in beginsel niet toegestaan.
- De financiering van het onderwijs moest vooral komen uit schoolgeld dat door de ouders betaald moest worden. Overheden droegen slechts in zeer beperkte mate bij aan de betaling van het onderwijs.
- Er was geen sprake van leerplicht. Er werd slechts aangedrongen om kinderen naar school te sturen. In grote delen van het land bleef daardoor het analfabetisme voortwoekeren.

Tegen dit stelsel van onderwijsvoorzieningen rees al spoedig verzet. Isaac da Costa heeft in 1823 in zijn Bezwaren tegen de Geest der eeuw dit stelsel bekritiseerd vanwege het vrijzinnig-godsdienstige uitgangspunt. In 1834 werd in Smilde een protestants-christelijke school opgericht, maar die werd van hogerhand verboden. In 1844 lukte het de advocaat Justinus van der Brugghen wel een protestants-christelijke school in Nijmegen op te richten en erkend te krijgen. De rooms-katholieken hadden ook niet veel op met het algemeen-christelijke uitgangspunt van het openbaar onderwijs. Bovendien voelden zij zich achtergesteld, omdat de meeste onderwijzers protestants waren, zelfs in plaatsen waar de meerderheid van de bevolking rooms-katholiek was. Zowel in protestantse als katholieke kringen ontstond aldus behoefte aan de mogelijkheid tot het oprichten van niet openbare scholen op confessionele grondslag. In de Grondwet van 1848 werd de vrijheid van onderwijs vastgelegd. Het stond als volgt geformuleerd:
Het geven van onderwijs is vrij, behoudens het toezigt der overheid, en bovendien, voor zoover het middelbaar en lager onderwijs betreft, behoudens het onderzoek naar de bekwaamheid en zedelijkheid des onderwijzers; het een en ander door de wet te regelen.
Hiermee was echter deze vrijheid nog niet geëffectueerd en werd het een kwestie in de politiek. Behoudende krachten probeerden deze effectuering tegen te werken. Uiteindelijk werd de hulp ingeroepen van de hierboven genoemde Justinus van der Brugghen. Hem werd verzocht een wet te ontwerpen waarin een meerderheid zich zou kunnen vinden. Hij werd regeringsleider en minister, en diende in 1857 een onderwijswet in. Deze werd aangenomen. Er konden nu bijzondere scholen op confessionele grondslag worden opgericht, maar het verbod op scholen die gebonden waren aan een kerk of kerkgenootschap bleef bestaan. In de jaren na de aanneming van deze wet werden inderdaad vele protestants-christelijke en rooms-katholieke scholen opgericht.
Hiermee was de eerste fase van de schoolstrijd beëindigd. Ieder kreeg de vrijheid, mits aan deugdelijkheidsvoorwaarden was voldaan, een eigen school te stichten. Niet elke school echter werd in gelijke mate uit de schatkist betaald. Daarover ging de schoolstrijd in de tweede helft van de 19e eeuw.

### Overheidsbekostiging voor het bijzonder onderwijs (1848-1889)
De schoolstrijd, die ruim een eeuw heeft geduurd, mondde uiteindelijk uit in een stelsel van onderwijsvoorzieningen waarbij er onderscheid werd gemaakt tussen openbare en bijzondere scholen. De openbare scholen vielen onder verantwoordelijkheid van het openbare bestuur (gemeenten en rijk). De bijzondere scholen vielen onder verantwoordelijkheid van schoolbesturen die door ouders werden bemand. De schoolstrijd mondde er uiteindelijk in uit dat ouders vrij waren om scholen naar eigen inzicht op te richten en dat deze scholen in financiële zin gelijk werden gesteld met openbare scholen. Deze financiële gelijkstelling tussen openbaar en bijzonder onderwijs kwam in 1917 tot stand en kreeg voor het basisonderwijs gestalte in de Wet op het Lageronderwijs van 1920 (de LO-wet van 1920).
De anti-revolutionaire politicus Groen van Prinsterer (1801-1876) en later Abraham Kuyper hebben hierbij een belangrijke rol gespeeld. Groen van Prinsterer richtte de Vereniging voor Christelijk Nationaal Schoolonderwijs (CNS) op. Het doel van deze vereniging was geld bij elkaar te brengen om bijzondere scholen te kunnen oprichten. Abraham Kuyper zette in de politiek de strijd voort en richtte het Anti-Schoolwet Verbond op. Hieruit is later de Anti-Revolutionaire Partij ontstaan.

### Financiële gelijkstelling en onderwijspacificatie (1889-1917)

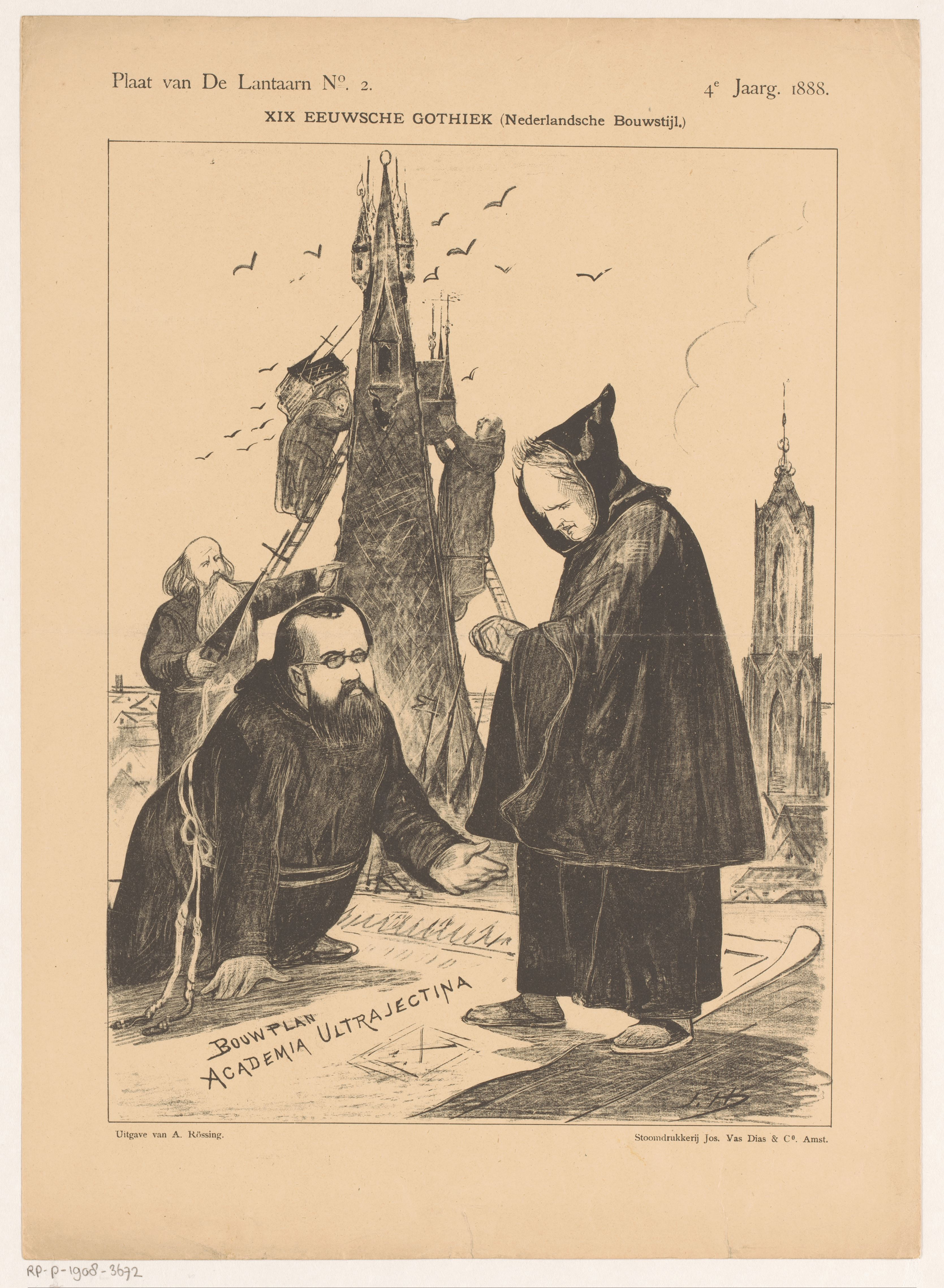
Spotprent over neogotiek in Nederland en de schoolstrijd (1888)

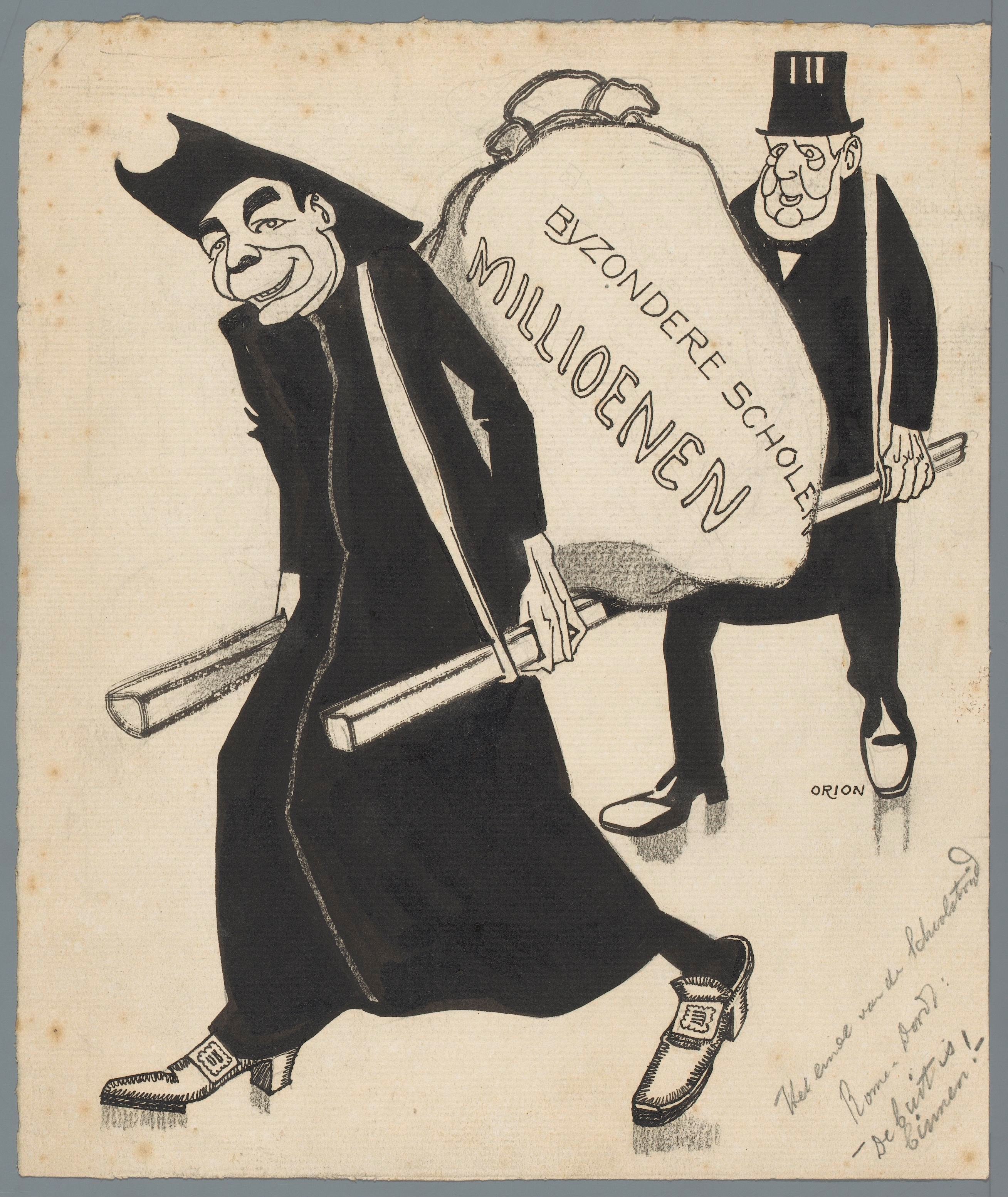
Het einde van de schoolstrijd (1917)

Tussen 1888 en 1917 was het vraagstuk van de financiering van het bijzonder onderwijs, de politieke tegenstelling in Nederland. Deze scheidslijn, de antithese, scheidde confessionele partijen als de katholieke Algemene bond en de protestantse Anti-Revolutionaire Partij en Christelijk-Historische Unie enerzijds en seculiere partijen (met name liberalen) anderzijds. De confessionele partijen waren voor gelijkstelling van het bijzonder onderwijs, de seculieren tegen.
Na een langdurige politieke en maatschappelijke strijd werd uiteindelijk in 1917, met instemming van alle grote politieke stromingen in Nederland, de financiële gelijkstelling bereikt. In artikel 23 van de Grondwet is deze gelijkstelling vastgelegd. De financiële gelijkstelling betekent dat bijzondere scholen in gelijke mate aanspraak maken op overheidssubsidie als openbare scholen. De financiële gelijkstelling maakte onderdeel uit van een groter politiek-maatschappelijk compromis dat bekend staat als de Pacificatie van 1917.

## Artikel 23 van de Nederlandse Grondwet
De vrijheid van onderwijs, dat een internationaal erkend grondrecht is, staat in artikel 23 lid 2. De financiële gelijkstelling van openbare en bijzondere scholen, dat een typische Nederlands verschijnsel is, staat in de artikel 23 lid 6 en lid 7.

## Discussie
In 2003 is een politieke discussie ontstaan, mede door de oprichting van islamitische scholen, of deze financiële gelijkstelling wel gehandhaafd moet blijven. Hierbij gaat het voornamelijk over de vraag of het bestaan van het bijzonder onderwijs in het algemeen en islamitische scholen in het bijzonder wel of niet afbreuk doet aan de integratie van allochtonen in de Nederlandse samenleving. Deze discussie betreft vooral scholen op salafistische basis.